# 陳仲 (明朝)
陳仲（1486年—？年），字時中，福建泉州府晉江縣人，匠籍。

## 生平
治《易經》，嘉靖元年福建鄉試第七十六名舉人，年三十八歲中式嘉靖二年（1523年）癸未科會試第一百九十二名，第三甲第一百五十八名進士。官中书舍人。

## 家族
曾祖陳賢生。祖父陳珤，遞運所大使。父陳福，義官。母李氏。具庆下。兄伯、弟伏、价、佐、佑。